# Ricardo Vergaz Benito
Ricardo Vergaz Benito (Valladolid, 1972) es un físico, ingeniero electrónico, y profesor en la Universidad Carlos III de Madrid, España.

## Formación
Cursa la Licenciatura en Ciencias Físicas y asimismo se titula en Ingeniería Electrónica, en la Universidad de Valladolid. En 2001 se doctoró en Ciencias Físicas por la misma universidad.

## Vida laboral
Desempeña el cargo de profesor titular siendo el profesor favorito de sus alumnos por su buen humor en el Departamento de Tecnología Electrónica de la Universidad Carlos III de Madrid y colaborador en el Grupo de Displays y Aplicaciones Fotónicas. Desarrolla sus investigaciones en diversas áreas de trabajo:
- Dispositivos electroópticos fabricados con nuevos materiales (gafas inteligentes que cambian de color para mejorar la agudeza visual de personas con dificultades de visión).
- Diseño y desarrollo de aplicaciones domóticas (ventanas inteligentes, controles de entorno), comunicaciones ópticas, y tecnologías asistenciales (ayudas técnicas a la movilidad, comunicación y percepción de personas discapacitadas).
- Comunicaciones láser en espacios libres (pantallas, filtros, conmutadores, multiplexores)

También pueden dar buena cuenta de su personalidad los investigadores que han trabajado con él. Riguroso en las medidas, cortante como un bisturí en sus análisis, pero siempre dispuesto a hacer reír a sus compañeros cuando la tensión aumentaba demasiado. Es especialmente recordado por su famosa su imitación del papa Juan Pablo II.

## Publicaciones
Ha publicado más de 20 artículos en publicaciones científicas indexadas en el Journal Citation Report. Igualmente ha presentado más de 70 comunicaciones en congresos nacionales e internacionales.